# Alexander Petxarroman Eizaguirre
Alexander " Álex " Petxarroman Eizaguirre (nascut el 6 de febrer de 1997) és un futbolista professional basc que juga com a lateral dret al FC Andorra, cedit pel Deportivo de La Coruña.

## Carrera de club

### Reial Societat
Nascut a Sant Sebastià, Guipúscoa, País Basc, Petxarroman es va incorporar a la formació juvenil de la Reial Societat l'any 2010, procedent de l'Antiguoko. Ascendit a l'equip de formació CD Berio FT el juliol de 2015, va debutar com a sènior durant la campanya 2015-16, a Tercera Divisió.
El 9 d'agost de 2017, després d'una temporada amb l'equip C (ja que Berio estava totalment integrat a l'estructura del club), Petxarroman va ser cedit al Gernika Club de Segona Divisió B per un any. En tornar el juliol del 2018, va ser destinat al filial de la Reial Societat també a la tercera divisió.
Petxarroman va passar la major part de la campanya 2019-20 de baixa a causa d'una lesió al genoll que va patir l'octubre de 2019. Va ser un component clau i capità de l'equip del B la 2020-21, jugant en 20 partits de lliga (play-offs inclosos) i va marcar dos gols quan el seu equip va tornar a Segona Divisió després d'una absència de 59 anys.
El 3 de juny de 2021, Petxarroman no va arribar a acordar la renovació del contracte amb la Reial Societat i va deixar el club després d'onze anys

### Athletic Club
L'1 de juliol de 2021, Petxarroman va signar un contracte de tres anys amb l'Athletic Club de la primera divisió. Va fer el seu debut com a professional el 31 d'octubre, substituint Óscar de Marcos al final de l'empat 1-1 fora de casa contra el seu antic equip, la Reial Societat.
El 10 d'agost de 2022, Petxarroman fou cedit al FC Andorra, acabat d'ascendir a la segona divisió espanyola per una temporada. El 24 de juliol de l'any següent, va signar un contracte permanent de dos anys amb el club.